# Krótkostopka sosnowa
Krótkostopka sosnowa (Brachonyx pineti) – gatunek chrząszcza z rodziny ryjkowcowatych (Curculionidae).
Rójka
Chrząszcze po przezimowaniu pojawiają się na wiosnę.
Wygląd
Chrząszcz bardzo mały do 2,1–2,8 mm. Ciało wydłużone, cylindryczne, rdzawobrunatne, pokryte jasnymi włoskami. Larwa koloru cytrynowożółtego, o czarnej głowie, beznoga.
Występowanie
Gatunek eurazjatycki, rozsiedlony od południa Francji i północy Włoch po Wielką Brytanię, północ Skandynawii i zachodnią Syberię. W Polsce pospolity.
Pokarm

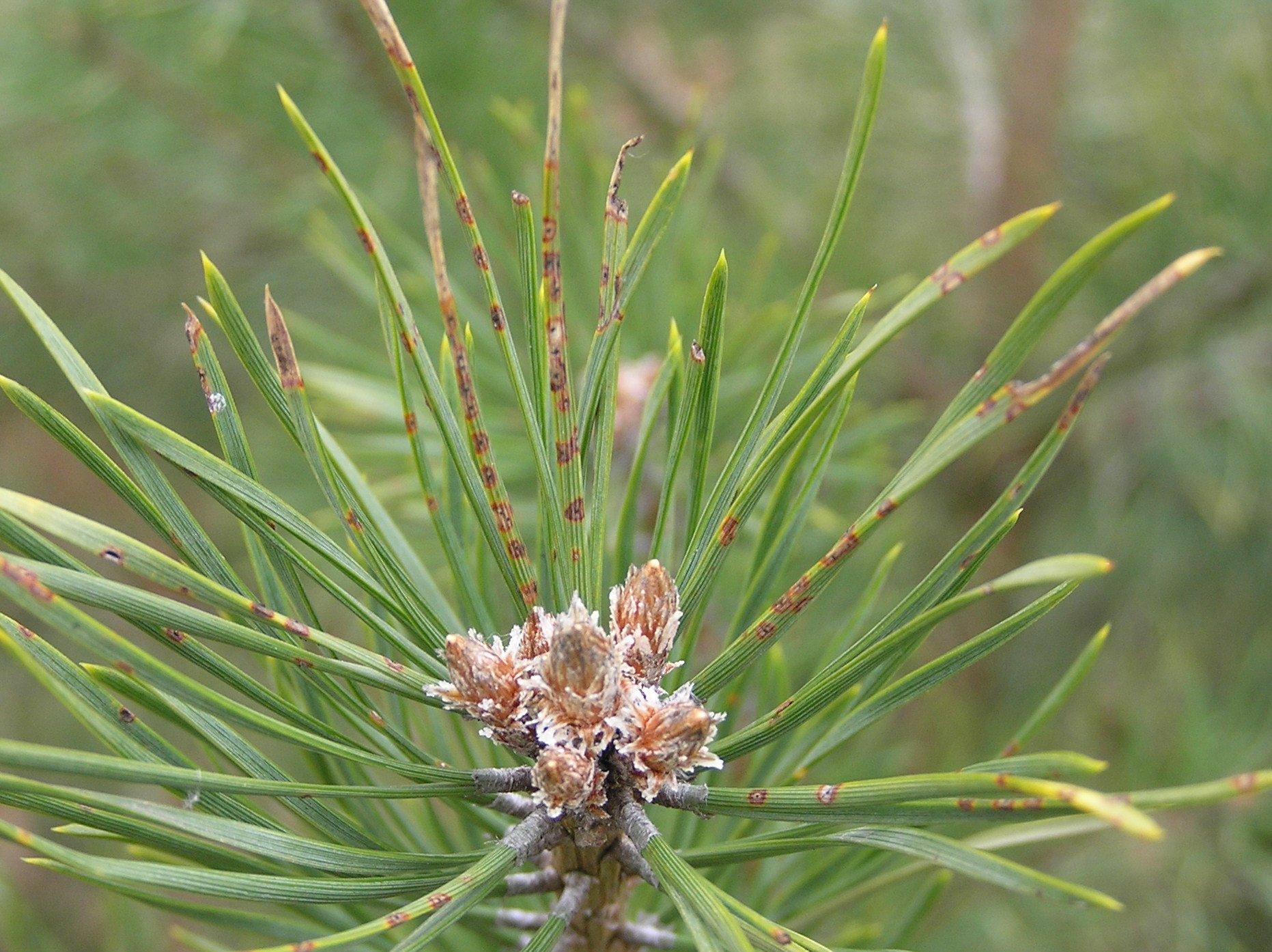
Ślady żerowania chrząszczy

Chrząszcze odżywiają się miękiszem igieł. W miejscu żerowania pozostają ciemne plamki otoczone rdzawą obwódką. Larwa minuje igłę kierując się ku jej nasadzie. Jajo ułożone w małym otworku igły, białawe, prawie przezroczyste.
Rozród
Samica składa kilkadziesiąt jaj, pojedynczo w nacięciach (otworkach) nasadowych części igieł. W lipcu przy samej pochewce igły – u jej nasady larwa się przepoczwarza. Młode chrząszcze pojawiają się w sierpniu i prowadzą żer uzupełniający na igłach. Zimują w ściółce.
Znaczenie
Imago nie mają większego znaczenia. Żer larw powoduje czerwienienie igieł i ich przedwczesne opadanie. W leśnictwie szkodnik o niewielkim znaczeniu. W przypadku gradacji może spowodować znaczne szkody w uprawach leśnych.